# Tribulocarpus retusus
Tribulocarpus retusus är en isörtsväxtart som först beskrevs av Mats Thulin, och fick sitt nu gällande namn av Mats Thulin och Liede. Tribulocarpus retusus ingår i släktet Tribulocarpus och familjen isörtsväxter. Inga underarter finns listade i Catalogue of Life.